# 南部町 (鳥取縣)
南部町（日语：／ Nanbu chō */?）是位于日本鳥取縣西部的一個城鎮。由於位於西伯郡南部，過去習慣被稱為「南部地域」，因此以「南部」命名。

## 人口
| 南部町人口分布圖 |                                               |  |
| 南部町與日本全國年齡別人口分布比較圖 （2005年資料） | 南部町的年齡、男女別人口分布圖 （2005年資料） |  |
| ■紫色是南部町 ■綠色是全国 | ■藍色是男性 ■紅色是女性                       |  |
| 南部町人口變化 \| 1970年 \| 11,108人 \| \| \| 1975年 \| 11,410人 \| \| \| 1980年 \| 12,472人 \| \| \| 1985年 \| 12,854人 \| \| \| 1990年 \| 12,774人 \| \| \| 1995年 \| 12,345人 \| \| \| 2000年 \| 12,210人 \| \| \| 2005年 \| 12,070人 \| \| \| 2010年 \| 11,536人 \| \| \| 2015年 \| 10,950人 \| \| \| 2020年 \| 10,323人 \| \| |                                               |  |
| 資料來源：日本總務省統計中心提供之人口普查數據 |                                               |  |
| 1970年 | 11,108人                                      |  |
| 1975年 | 11,410人                                      |  |
| 1980年 | 12,472人                                      |  |
| 1985年 | 12,854人                                      |  |
| 1990年 | 12,774人                                      |  |
| 1995年 | 12,345人                                      |  |
| 2000年 | 12,210人                                      |  |
| 2005年 | 12,070人                                      |  |
| 2010年 | 11,536人                                      |  |
| 2015年 | 10,950人                                      |  |
| 2020年 | 10,323人                                      |  |

## 歷史

### 年表
- 1889年10月1日：實施町村制，現在的轄區在當時分屬：會見郡天津村、大國村、法勝寺村、東長田村、上長田村、幡鄉村、手間村、賀野村。
- 1896年3月29日：汗入郡和會見郡合併為西伯郡。
- 1955年3月30日：天津村、法勝寺村、大國村、上長田村、東長田村合併為西伯町。
- 1955年3月31日：幡鄉村的部分地區被併入手間村。
- 1955年4月25日：賀野村和手間村合併為會見町。
- 2004年10月1日：西伯町與會見町合併為南部町。[2]

### 變遷表
| 1889年10月1日 | 1889年 - 1926年 | 1926年 - 1954年 | 1955年 - 1988年            | 1955年 - 1988年            | 1989年 - 現在             | 現在                      |
| ------------- | --------------- | --------------- | -------------------------- | -------------------------- | ------------------------- | ------------------------- |
| 幡鄉村        | 幡鄉村          | 幡鄉村          | 1955年3月31日 合併為岸本町 | 1955年3月31日 合併為岸本町 | 2005年1月1日 合併為伯耆町 | 2005年1月1日 合併為伯耆町 |
| 幡鄉村        | 幡鄉村          | 幡鄉村          | 1955年3月31日 手間村       | 1955年4月25日 會見町       | 2004年10月1日 南部町      | 2004年10月1日 南部町      |
| 手間村        |                 |                 | 1955年3月31日 手間村       | 1955年4月25日 會見町       | 2004年10月1日 南部町      | 2004年10月1日 南部町      |
| 賀野村        |                 |                 |                            | 1955年4月25日 會見町       | 2004年10月1日 南部町      | 2004年10月1日 南部町      |
| 天津村        | 天津村          | 天津村          | 1955年3月30日 西伯町       | 1955年3月30日 西伯町       | 2004年10月1日 南部町      | 2004年10月1日 南部町      |
| 大國村        |                 |                 | 1955年3月30日 西伯町       | 1955年3月30日 西伯町       | 2004年10月1日 南部町      | 2004年10月1日 南部町      |
| 法勝寺村      |                 |                 | 1955年3月30日 西伯町       | 1955年3月30日 西伯町       | 2004年10月1日 南部町      | 2004年10月1日 南部町      |
| 東長田村      |                 |                 | 1955年3月30日 西伯町       | 1955年3月30日 西伯町       | 2004年10月1日 南部町      | 2004年10月1日 南部町      |
| 上長田村      |                 |                 | 1955年3月30日 西伯町       | 1955年3月30日 西伯町       | 2004年10月1日 南部町      | 2004年10月1日 南部町      |

## 交通

### 鐵路
目前轄區內無鐵路通過，在過去曾經有日之丸自動車所經營的法勝寺電鐵線通過，但已於1967年停駛。
- 日之丸自動車
  - 法勝寺電鐵線：手間車站 - 天津車站 - 阿賀車站 - 大國車站 - 法勝寺車站

## 觀光資源
- 法勝寺城遺址
- 鳥取花回廊

## 本地出身之名人
- 松下芳三郎：日本內政官僚，曾派駐台灣、朝鮮、滿洲等外地
- 古曵保正：武術家，柔道九段，嘉納治五郎之弟子。
- 西尾邑次:前鳥取縣知事
- 福益敏：前競艇選手
- 野口裕美：前職業棒球投手
- 丸谷拓也：職業足球選手

## 外部連結
- （日語） 南部町觀光協會（页面存档备份，存于）
- （日語） 南部箕蚊屋廣域連合（页面存档备份，存于）
- （日語） 南部町商工會（页面存档备份，存于）
- （日語） 南部町學校事務共同網頁（页面存档备份，存于）